# Pierre-Louis Lions
Pierre-Louis Lions (* 11. srpna 1956 v Grasse) je francouzský matematik. Jeho otcem byl Jacques-Louis Lions, matematik, v té době profesor na Univerzitě v Nancy, který se posléze stal mimo jiné prezidentem Mezinárodní matematické unie (IMU). Doktorát obdržel na Univerzitě Pierra a Marie Curie v roce 1979.
Studuje teorii nelineárních parciálních diferenciálních rovnic a za svou práci v této oblasti obdržel v roce 1994 Fieldsovu medaili. Lions byl první, kdo podal úplné řešení Boltzmannovy rovnice s důkazem. V současnosti má pozici profesora na nejslavnějších a nejprestižnějších francouzských vědeckých institucích - na Collège de France, École Polytechnique a Université Paris 9.
Ve svém článku Viscosity solutions of Hamilton-Jacobi equations (1983) napsaném s Michaelem Crandallem zavedl pojem viskózního řešení, což mělo velký vliv na teorii parciálních diferenciálních rovnic.
V dubnu 2009 měl dvě přednášky v Praze, jednu na půdě matematicko-fyzikální fakulty a jednu na půdě matematického ústavu Akademie věd.